# КК Сутјеска
КК Сутјеска је црногорски кошаркашки клуб из Никшића. Тренутно се такмичи у Првој лиги Црне Горе и у Другој Јадранској лиги.

## Историја
КК Сутјеска је основана 1948. године. Некада је клуб наступао под именом Ибон Никшић. Свој највећи успех су остварили 2013. када су освојили црногорски куп, победивши у финалу до тада неприкосновену Будућност. Осим тога клуб је 2012. и 2013. године био вицешампион Црне Горе, те 2012. и 2014. године финалиста националног купа Црне Горе (с тим што је 2014. Никшић био домаћин финалног турнира и убедљиво оборио све дотадашње рекорде посете на утакмицама домаће кошаркашке лиге).
У сезони 2014/15. Сутјеска је по први пут учествовала у регионалној међународној Балканској лиги (БИБЛ) и као дебитант стигла до друге фазе тог такмичења са извјесношћу да се пласира у саму завршницу. Међутим, због мањег инцидента на једној од одлучујућих утакмица против Приштине у Никшићу, клуб је за зеленим столом изгубио утакмицу, а тиме вјероватно и пласман даље. И поред тога у Никшићу су пали и клубови који су много бољој финансијској ситуацији од Сутјеске, а били су и освајачи овог такмичења попут: Рилски Спортиста, Кожува, Пећи.
Сутјеска је у сезони 2014/15. поново играла финални меч за првака Црне Горе и успјела да у једном мечу савлада подгоричку Будућност, што ниједан клуб до тада није урадио. Трећи финални меч није завршен због инцидената на паркету па је Будућност за зеленим столом освојила титулу првака Црне Горе.
У сезони 2015/16 Сутјеска постаје члан АБА ј.т.д. лиге, први пут у клупској историји, те Црна Гора тако након више од 10 година добија свог другог представника. Оно што је био куриозитет абалигашких утакмица у Никшићу је огромно интересовање публике, гдје је утакмице просјечно пратило 2600 гледалаца. Сви рекорди посјете у никшићком спортском центру оборени су на мечу између домаће Сутјеске и евролигаша београдске Црвене звезде,али и Партизана, те подгоричке Будућности, када је утакмицама присуствовало 4500 људи. На 13 утакмица у регуларном дијелу АБА лиге играних у Никшићу укупна посјета је била 38500 гледалаца. Сутјеска је, своју дебитантску сезону у АВА ј.т.д. лиги, завршила на 13. мјесту, са 9 побједа и 17 пораза, те испала из лиге. Прва побједа остварена је у Љубљани, против Олимпије, у оквиру трећег кола (60:61). На гостовању су још савладани Крка (58:66) и МЗТ Скопље (71:75). У Никшићу су пали Металац (84:73), Задар (71:60), Олимпија (86:78), Партизан (82:71), Крка (87:81) и Будућност (92:91). У последњем колу, Сутјеска је гостовала Задру, побједа је доносила опстанак, али су поражени резултатом 85:83. Сутјеска је, у сезони 2015/16, доживјела неуспјех и у купу Црне Горе, гдје је поражена у полуфиналу од Морнара 89:77.

## Успеси

### Национални
- Првенство Црне Горе:
  - Вицепрвак (3): 2012, 2013, 2015.
- Куп Црне Горе:
  - Победник (1): 2013.
  - Финалиста (3): 2012, 2014, 2019.

## Учинак у претходним сезонама
| Сез.     | Првенство Црне Горе | Куп Црне Горе | Регионално такмичење                    | Европско такмичење |
| -------- | ------------------- | ------------- | --------------------------------------- | ------------------ |
| 2017/18. | Полуфинале ПО       | Полуфинале    | —                                       | —                  |
| 2018/19. | Полуфинале ПО       | Финалиста     | Друга Јадранска лига — 6. место         | —                  |
| 2019/20. | прекинуто           | Полуфинале    | Друга Јадранска лига (прекинуто)        | —                  |
| 2020/21. | 5. место            | Полуфинале    | Друга Јадранска лига — 13. место        | —                  |
| 2021/22. | —                   | Четвртфинале  | Друга Јадранска лига — Четвртфинале     | —                  |
| 2022/23. | Полуфинале ПО       | Четвртфинале  | Друга Јадранска лига — Четвртфинале     | —                  |
| 2023/24. | Полуфинале ПО       | Четвртфинале  | Друга Јадранска лига — Четвртфинале     | —                  |
| 2024/25. | —                   | Четвртфинале  | Друга Јадранска лига — Прва групна фаза | —                  |

## Познати бивши играчи
- Жарко Варајић
- Рајко Жижић
- Стеван Караџић
- Немања Врањеш
- Бојан Дубљевић
- Горан Јеретин
- Алекса Поповић
- Ђоко Шалић

## Познати бивши тренери
- Миодраг Балетић
- Бошко Ђокић
- Горан Поли Бојанић
- Раде Петровић
- Зоран Гломазић

## Арена
Спортски центар Никшић је спортско место у Никшић, Црна Гора. Изградњи се приступило 1977. године постављањем камена темељца, а као основа послужио је отворени олимпијски базен , који је коришћен за време првенства 1972. године. Одлуком СО Никшић, 1991. године основано је ЈП Спортско рекреативни центар Никшић. Регистровано је за пружање услуга спортистима и рекреативцима, уступање на коришћење спортских садржаја и пружања услуга образовања и васпитања, у овој области. Назив ЈП Спортски центар Никшић, као и нови лого усвојен је 2006. године. Лоциран је у ширем градском центру, поред обале ријеке Бистрице са укупном површином од 2,5 хектара. Капацитет спортског центра Никшић је 3.000 седећих места. ЈП Спортски центар Никшић је вишенаменски спортски објекат у коме се јасно издвајају:
- Велика дворана за дворанске спортове
- Олимпијски базен
- Тениски терени
- Отворени фудбалски терен
- Диспанзер спортске медицине
- Фитнес центар
- Ресторан
- Атомско склониште
- Стрељана
- Управа
- Сала за стони тенис
- Сала за борилачке спортове
- Пословни простори
- Повремено клизалиште